# Joan Gardy Artigas
Pour les articles homonymes, voir Gardy et Artigas (homonymie).
Joan Llorens i Gardy est un céramiste né en 1938 à Boulogne-Billancourt. Il est le fils du céramiste Josep Llorens Artigas, ami de Joan Miró et de Pablo Picasso. Il signe sous le pseudonyme de Joan Gardy Artigas.

## Biographie
Joan Llorens intègre l'École du Louvre, puis les Beaux-Arts. Alors que son père réside en Catalogne, il développe son propre style au contact de la vie artistique parisienne. Il ouvre son atelier de céramique à Paris, se rapproche de Giacometti, travaille avec Braque et Chagall. Il rencontre alors Sam Szafran avec qui il réalisera dans les années 2000 deux murs en céramique commandés par Léonard Gianadda pour le Pavillon Szafran à la Fondation Pierre Gianadda à Martigny, Suisse.
Dans les années 1950, Joan Miró collabore avec son père Josep pour la création de diverses parois monumentales en céramique. Lorsque l'âge de Josep l'empêche de continuer son œuvre, Miró fait appel à Joan - dit Joanet - avec lequel il travaillera pendant plus de vingt ans. Leurs collaborations se retrouvent notamment dans de nombreux murs de céramique.
Joan Gardy Artigas signe également de nombreuses œuvres à titre personnel, fontaines,  bâtiments. Depuis les années 1970, il développe également la lithographie et la gravure.